# Haras national de Saint-Lô
Le haras national de Saint-Lô  est l'un des anciens haras nationaux français. Il se situe sur la commune de Saint-Lô, dans le département de la Manche, en région Normandie.
Les bâtiments actuels ont été érigés entre 1882 et 1890, pour la plus grande partie, sur un site de près de 7,50 hectares. Détruits au cours de la Seconde Guerre mondiale, ils ont été reconstruits à l’identique. Le haras, qui accueille près de quarante étalons, est spécialisé dans le Cob normand et le Selle français.
Bien que vendu aux collectivités en 2017, le site conserve le droit d'usage de la marque Haras national.

## Histoire
Le haras a été ouvert en 1806 sous l'impulsion de Napoléon Ier pour servir de dépôt d'étalons. Le dépôt a tout d’abord été installé sur le site de l’ancienne abbaye Sainte-Croix.
Les premiers étalons arrivent dès 1806 en provenance du haras du Pin. D’autres chevaux sont également achetés chez des particuliers. En 1807, on dénombre ainsi trente étalons, dont vingt-quatre sont répartis dans le pays pour y faire la monte. Le dépôt prend au fil des années de plus en plus d’importance, accueillant jusqu’en 1830 une trentaine d’animaux en moyenne, puis 70 animaux en 1844, pour passer à 84 en 1850 et enfin à une petite centaine en 1874 auxquels viennent s’ajouter 130 chevaux de plus à la suite de la loi du 29 mai.
Les bâtiments utilisés n’ont alors plus la capacité de recevoir un tel nombre d’animaux. Le conseil municipal  de la ville de Saint-Lô décide alors d'acquérir et de céder gratuitement à l'État un terrain de 7 hectares au bord de la route de Bayeux, qui est aujourd'hui le site actuel du haras. La première pierre est posée le 11 juin 1882 et une grande partie des travaux est livrée au milieu de l’année 1890. Mais il faut attendre 1898 pour que les derniers bâtiments puissent être occupés par l’Administration. En 1905, on compte 300 places disponibles pour accueillir les étalons. L’apogée du haras se situe en 1912 avec 422 étalons.
Au cours de la Seconde Guerre mondiale, les bâtiments ont été partiellement détruits par les bombardements du 6 juin 1944, mais reconstruits à l’identique après la guerre.
Crime passionnel, l'affaire criminelle André Duguet-Francis Gougeon se déroula dans le haras même en juillet 1958 et fut jugée aux assises de la Manche, à Coutances.
Depuis le 18 février 1993, les façades et toitures des bâtiments anciens, les murs de clôture avec la grille d'entrée et ses piliers, ainsi que les sols, les cours, les pelouses et le parc sont inscrits au titre des monuments historiques.
Le haras accueille près de quarante étalons et est spécialisé dans les races selle français et cob normand, race pour laquelle il accueille le siège du syndicat national.
En 2013, une SARL reprend l'activité de reproduction étalonnière. En novembre 2015, l'IFCE annonce que ce haras sera mis en vente en janvier 2016, faute d'avoir développé des activités pérennes.
Il est vendu 1,5 million d'euros au syndicat mixte du Pôle hippique regroupant le Département de la Manche (30 %), la région (30 %), la ville de Saint-Lô (20 %) et Saint-Lô Agglo (20 %). L'IFCE y conserve une implantation de la délégation territoriale Normandie.

### Incendie
Dans la nuit du 11 au 12 juillet 2019, le haras est la proie d'un incendie. L'incendie endommage sérieusement l'aile sud-ouest, à savoir les écuries 3 et 4, avec une destruction de la plus grande partie de la charpente du XIXe. La station de monte est quant à elle détruite. Cette partie du haras avait été épargnée lors des bombardements de 1944. Les chevaux présents sur cette zone au moment du sinistre ont tous été secourus et sont sortis indemnes des écuries.

Photos des dégâts au matin du 12 juillet
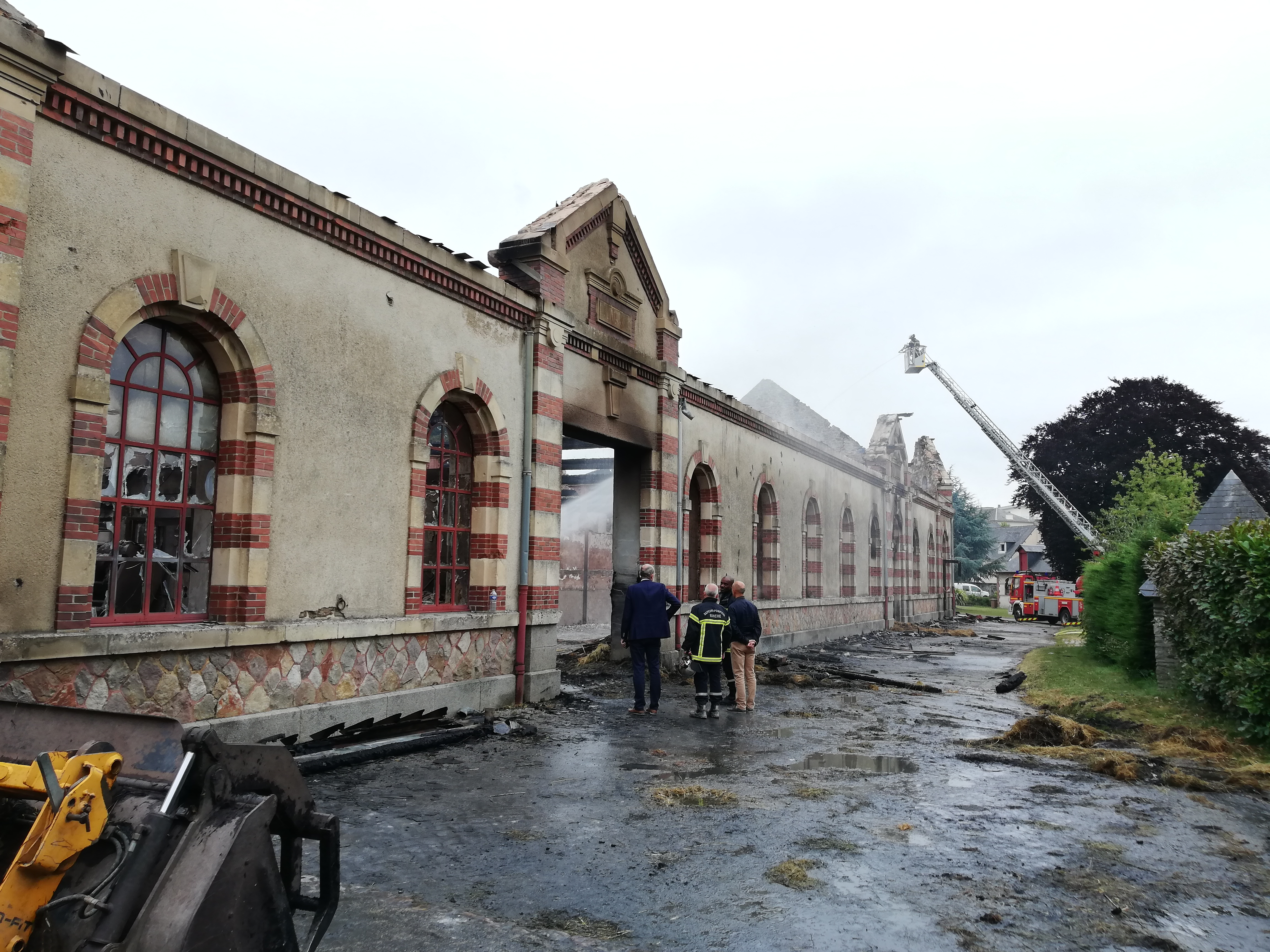
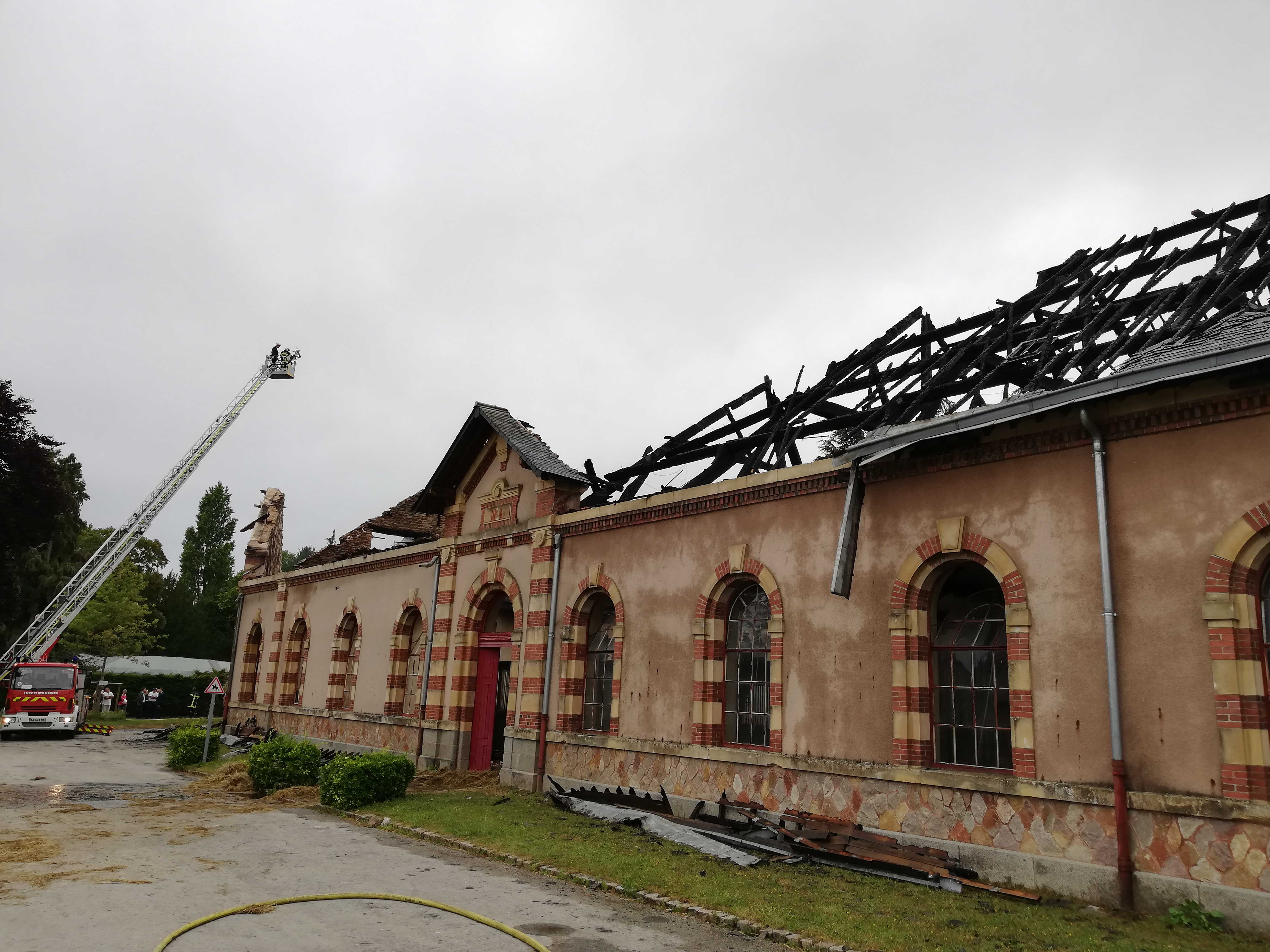
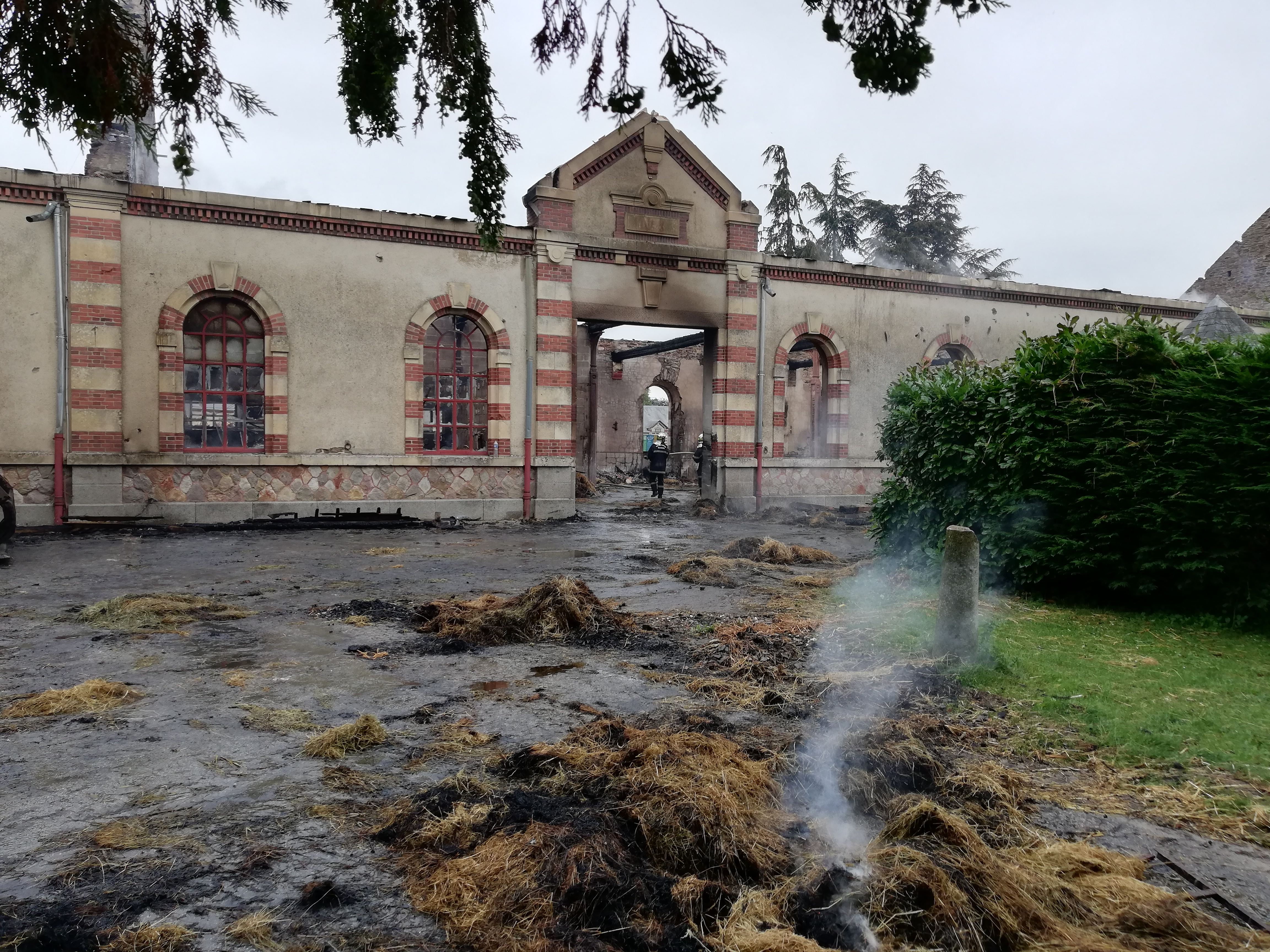
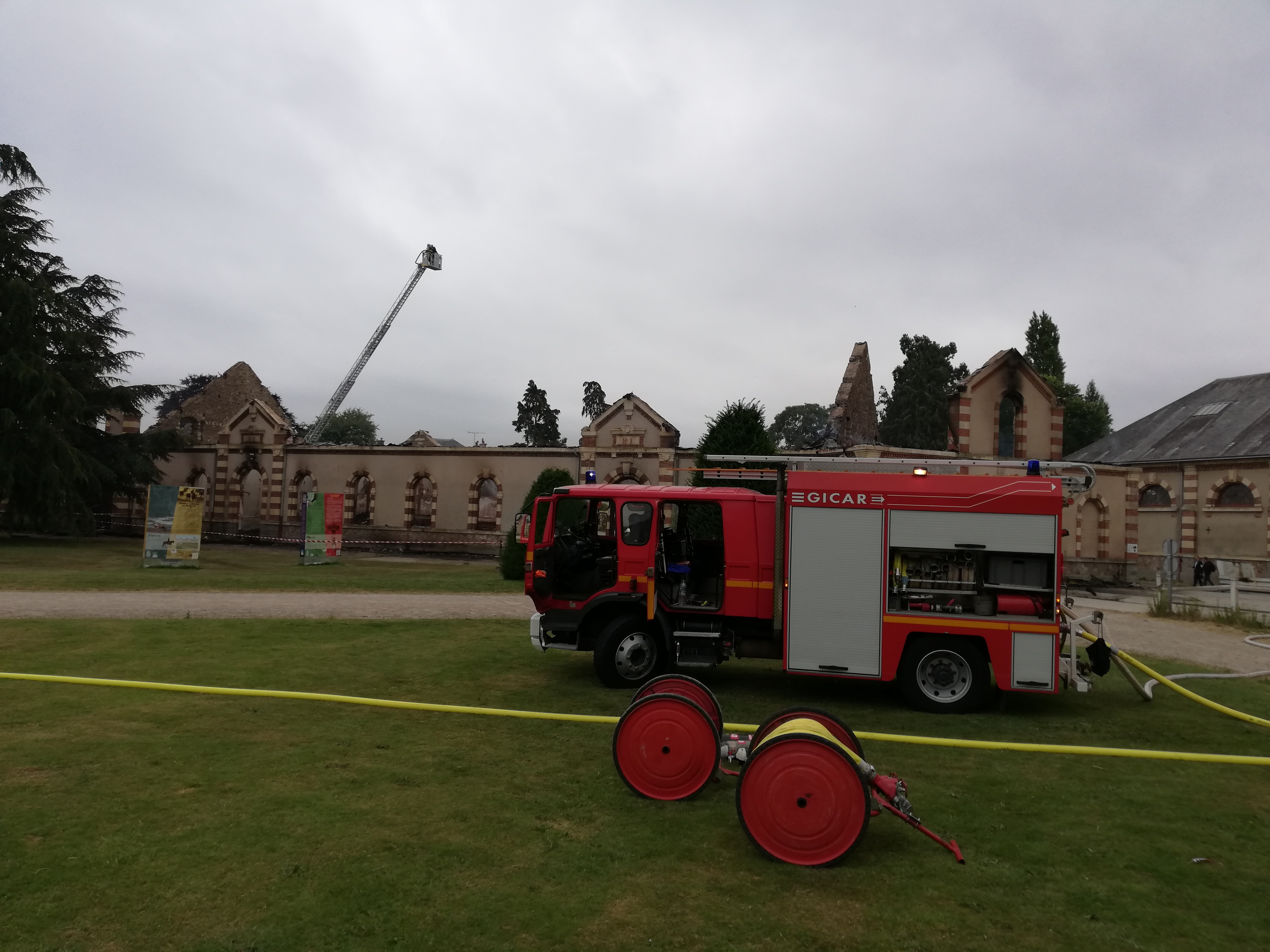

## Missions
L'IFCE y a plusieurs missions dont la principale est le suivi de la traçabilité sanitaire des équidés.

## Événements

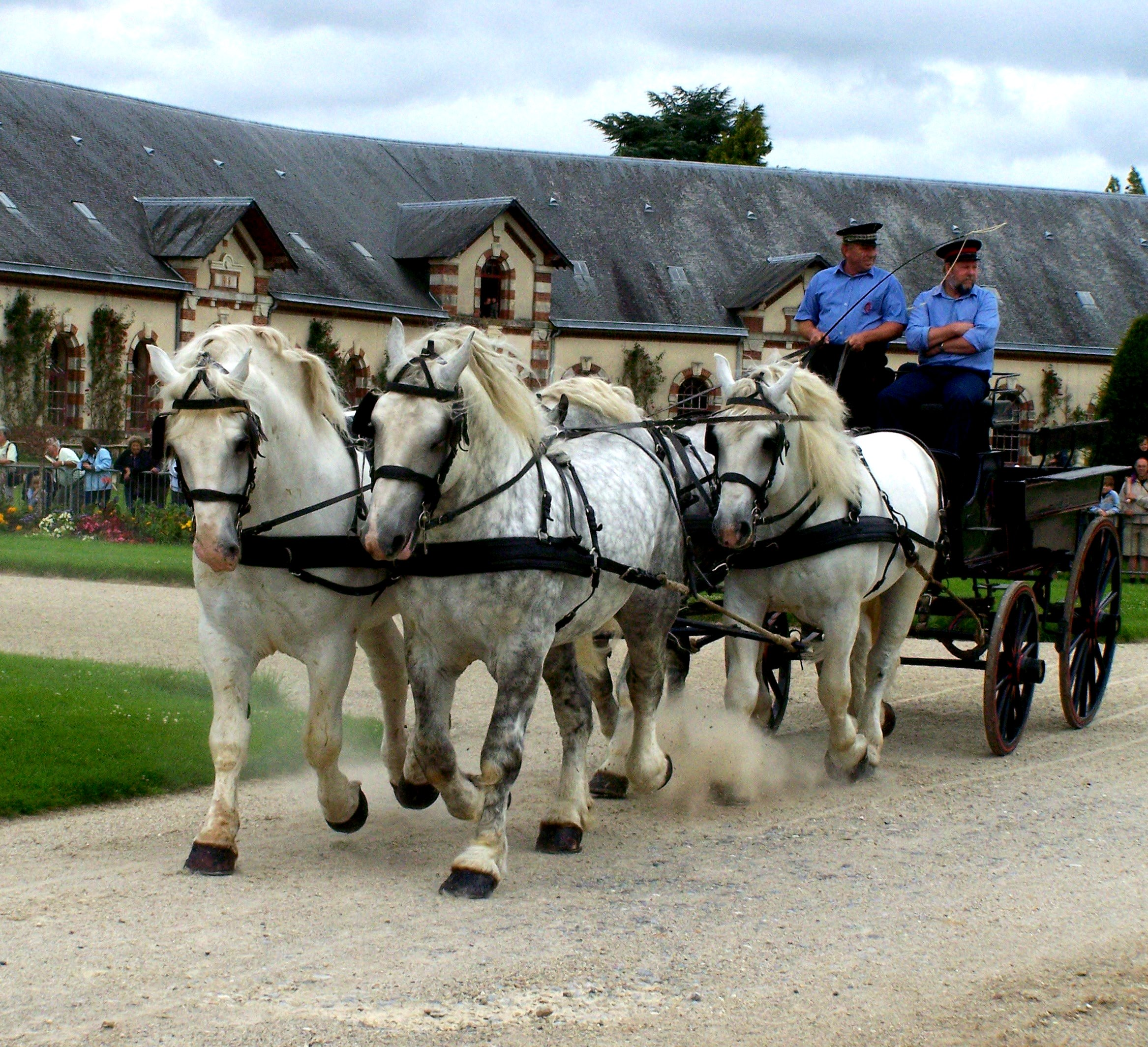
Présentation d'un attelage de chevaux percherons lors des Jeudis de Saint-Lô.

Durant la période estivale, le haras organise un événement grand public : les Jeudis de Saint-Lô. Cette manifestation se déroule sur un après-midi et est composée d'une présentation par les agents du haras des étalons attelés, suivie d'une succession de visites sur plusieurs ateliers comme le dressage, le saut d'obstacles, ou une présentation de cobs.